# 滑川市
滑川市（日语：／ Namerikawa shi */?）為位于日本富山縣東部的城市。轄區主要位於新川平原早月川與上市川及其支流鄉川之間的區域，西北側臨富山灣。

## 人口
| 滑川市人口分布圖 |                                               |  |
| 滑川市與日本全國年齡別人口分布比較圖 （2005年資料） | 滑川市的年齡、男女別人口分布圖 （2005年資料） |  |
| ■紫色是滑川市 ■綠色是全国 | ■藍色是男性 ■紅色是女性                       |  |
| 滑川市人口變化 \| 1970年 \| 30,039人 \| \| \| 1975年 \| 30,456人 \| \| \| 1980年 \| 30,744人 \| \| \| 1985年 \| 30,880人 \| \| \| 1990年 \| 30,923人 \| \| \| 1995年 \| 31,841人 \| \| \| 2000年 \| 33,363人 \| \| \| 2005年 \| 34,002人 \| \| \| 2010年 \| 33,676人 \| \| \| 2015年 \| 32,755人 \| \| \| 2020年 \| 32,349人 \| \| |                                               |  |
| 資料來源：日本總務省統計中心提供之人口普查數據 |                                               |  |
| 1970年 | 30,039人                                      |  |
| 1975年 | 30,456人                                      |  |
| 1980年 | 30,744人                                      |  |
| 1985年 | 30,880人                                      |  |
| 1990年 | 30,923人                                      |  |
| 1995年 | 31,841人                                      |  |
| 2000年 | 33,363人                                      |  |
| 2005年 | 34,002人                                      |  |
| 2010年 | 33,676人                                      |  |
| 2015年 | 32,755人                                      |  |
| 2020年 | 32,349人                                      |  |

## 历史
現在的滑川是轄區過去在令制國時代屬於越中國新川郡，在17世紀江戶時代後成為前田氏加賀藩的領地，19世紀末明治維新實施廢藩置縣後改隸屬金澤縣，在1871年的第一次府縣整併後被劃入新設立的新川縣；不過在1876年的第二次府縣整併中，又隨著新川縣被併入由原金澤縣更名而成的石川縣，最後在1883年過去原屬越中國的區域再從石川縣中分割出，設立為富山縣。
1889年日本實施町村制，設立滑川町，當時的滑川町轄區僅包括現在滑川市的主要市區，而其他區域在當時則是分屬濱加積村、早月加積村、北加積村、東加積村、中加積村、西加積村、山加積村七個行政區劃。1953年滑川町與山加積村以外的六個行政區劃合併為新設立的滑川町，並於1954年升格為滑川市，而山加積村則是在合併為上市町後，北部的部分區域在1956年改劃入滑川市。

### 變遷表
| 1889年4月1日 | 1889年 - 1912年 | 1912年 - 1944年 | 1945年 - 1954年            | 1945年 - 1954年            | 1955年 - 1989年           | 1989年 - 現在 | 現在   |
| ------------ | --------------- | --------------- | -------------------------- | -------------------------- | ------------------------- | ------------- | ------ |
| 滑川町       | 滑川町          | 滑川町          | 1953年11月1日 合併為滑川町 | 1954年3月1日 改制為滑川市  | 1954年3月1日 改制為滑川市 | 滑川市        | 滑川市 |
| 濱加積村     |                 |                 | 1953年11月1日 合併為滑川町 | 1954年3月1日 改制為滑川市  | 1954年3月1日 改制為滑川市 | 滑川市        | 滑川市 |
| 早月加積村   |                 |                 | 1953年11月1日 合併為滑川町 | 1954年3月1日 改制為滑川市  | 1954年3月1日 改制為滑川市 | 滑川市        | 滑川市 |
| 北加積村     |                 |                 | 1953年11月1日 合併為滑川町 | 1954年3月1日 改制為滑川市  | 1954年3月1日 改制為滑川市 | 滑川市        | 滑川市 |
| 東加積村     |                 |                 | 1953年11月1日 合併為滑川町 | 1954年3月1日 改制為滑川市  | 1954年3月1日 改制為滑川市 | 滑川市        | 滑川市 |
| 中加積村     |                 |                 | 1953年11月1日 合併為滑川町 | 1954年3月1日 改制為滑川市  | 1954年3月1日 改制為滑川市 | 滑川市        | 滑川市 |
| 西加積村     |                 |                 | 1953年11月1日 合併為滑川町 | 1954年3月1日 改制為滑川市  | 1954年3月1日 改制為滑川市 | 滑川市        | 滑川市 |
| 山加積村     | 山加積村        | 山加積村        | 1953年9月10日 合併為上市町 | 1953年9月10日 合併為上市町 | 1956年6月1日 併入滑川市   | 滑川市        | 滑川市 |
| 山加積村     | 山加積村        | 山加積村        | 1953年9月10日 合併為上市町 | 1953年9月10日 合併為上市町 | 上市町                    |               |        |

## 行政

### 歷任首長
| 屆         | 任         | 姓名       | 上任日期       | 卸任日期       | 備註                       |
| 滑川町町長 | 滑川町町長 | 滑川町町長 | 滑川町町長     | 滑川町町長     | 滑川町町長                 |
| ---------- | ---------- | ---------- | -------------- | -------------- | -------------------------- |
| 1          | 1          | 赤間德壽   | 1953年11月28日 | 1954年2月28日  | 於任內升格為滑川市         |
| 滑川市市長 |            |            |                |                |                            |
| 1          | 1          | 赤間德壽   | 1954年3月1日   | 1957年11月22日 | 原滑川町町長，繼續完成任期 |
| 2          | 1          | 赤間德壽   | 1957年11月23日 | 1958年8月19日  | 於任內過世                 |
| 3          | 2          | 八尾菊次郎 | 1958年10月1日  | 1962年3月16日  | 因腦出血無法繼續工作而辭職 |
| 4          | 3          | 丹羽寒月   | 1962年4月20日  | 1966年4月19日  |                            |
| 5          | 4          | 黑田松次   | 1966年4月20日  | 1970年4月19日  | 於選舉中擊敗原任市長當選   |
| 6          | 4          | 黑田松次   | 1970年4月20日  | 1974年4月19日  |                            |
| 7          | 4          | 黑田松次   | 1974年4月20日  | 1978年4月19日  |                            |
| 8          | 5          | 宮崎進策   | 1978年4月20日  | 1982年4月19日  | 於選舉中擊敗原任市長當選   |
| 9          | 5          | 宮崎進策   | 1982年4月20日  | 1986年1月8日   | 於任內過世                 |
| 10         | 6          | 澤田壽朗   | 1986年2月23日  | 1990年2月22日  |                            |
| 11         | 6          | 澤田壽朗   | 1990年2月23日  | 1994年2月22日  |                            |
| 12         | 6          | 澤田壽朗   | 1994年2月23日  | 1998年2月22日  |                            |
| 13         | 6          | 澤田壽朗   | 1998年2月23日  | 2002年2月22日  |                            |
| 14         | 7          | 中屋一博   | 2002年2月23日  | 2006年2月22日  | 於選舉中擊敗原任市長當選   |
| 15         | 7          | 中屋一博   | 2006年2月23日  | 2010年2月22日  |                            |
| 16         | 8          | 上田昌孝   | 2010年2月23日  | 2014年2月22日  | 於選舉中擊敗原任市長當選   |
| 17         | 8          | 上田昌孝   | 2014年2月23日  | 2018年2月22日  |                            |
| 18         | 8          | 上田昌孝   | 2018年2月23日  | 2022年2月22日  |                            |
| 19         | 9          | 水野達夫   | 2022年2月23日  | 現任           |                            |
| 參考資料： |            |            |                |                |                            |

## 歷史

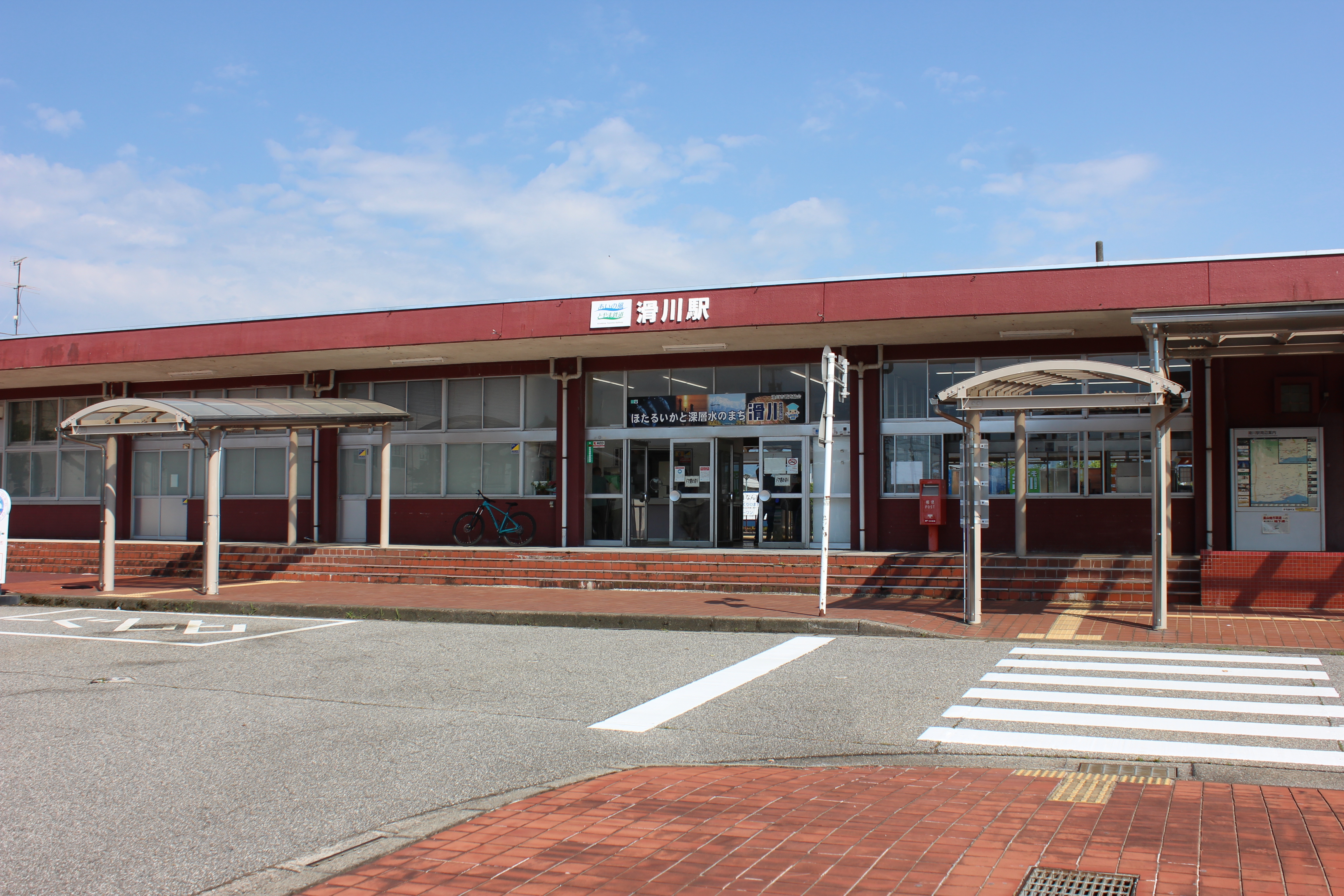
中滑川車站

鐵路愛之風富山鐵道線及富山地方鐵道本線都已東北西南方向自主要市區內通過，滑川車站是滑川市內唯一兩條鐵路都有停靠的車站；其中愛之風富山鐵道線往西可直接進入富山市，富山地方鐵道本線則是先往南進入上市町主要市區，再轉往西經舟橋村後再進入富山市。
高速公路北陸自動車道和公路國道8號都是從市區的東南側通過，富山地方鐵道經營自富山往返東京、新潟、山形、仙台的長途高速巴士也都會在北陸自動車道的滑川交流道停靠。
市內的客運路線目前僅有富山地方鐵道經營的71系統可自富山車站經過富山市的水橋町地區抵達滑川車站，市內其他地區則仰賴滑川社區巴士。

### 鐵路
- 愛之風富山鐵道
  - 愛之風富山鐵道線：（←富山市） - 滑川車站 - 東滑川車站 - （魚津市→）
- 富山地方鐵道
  - 本線：（←上市町） - 中加積車站 - 西加積車站 - 西滑川車站 - 中滑川車站 - 滑川車站 - 濱加積車站 - 早月加積車站 - 越中中村車站 - （魚津市→）

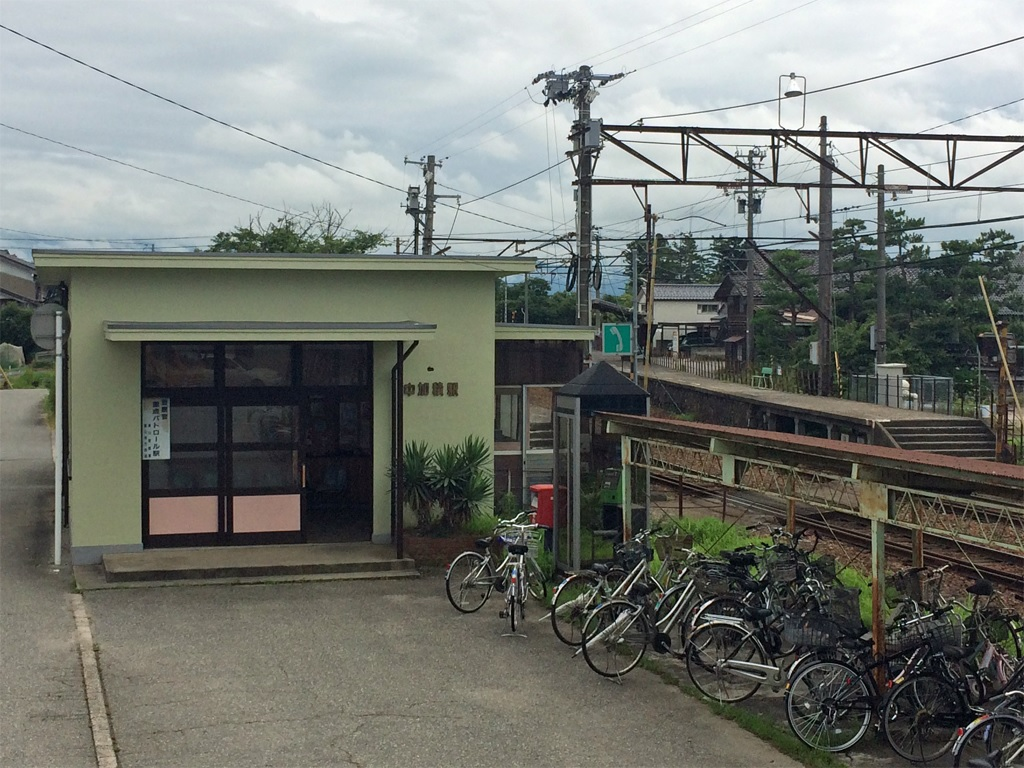
中加積車站
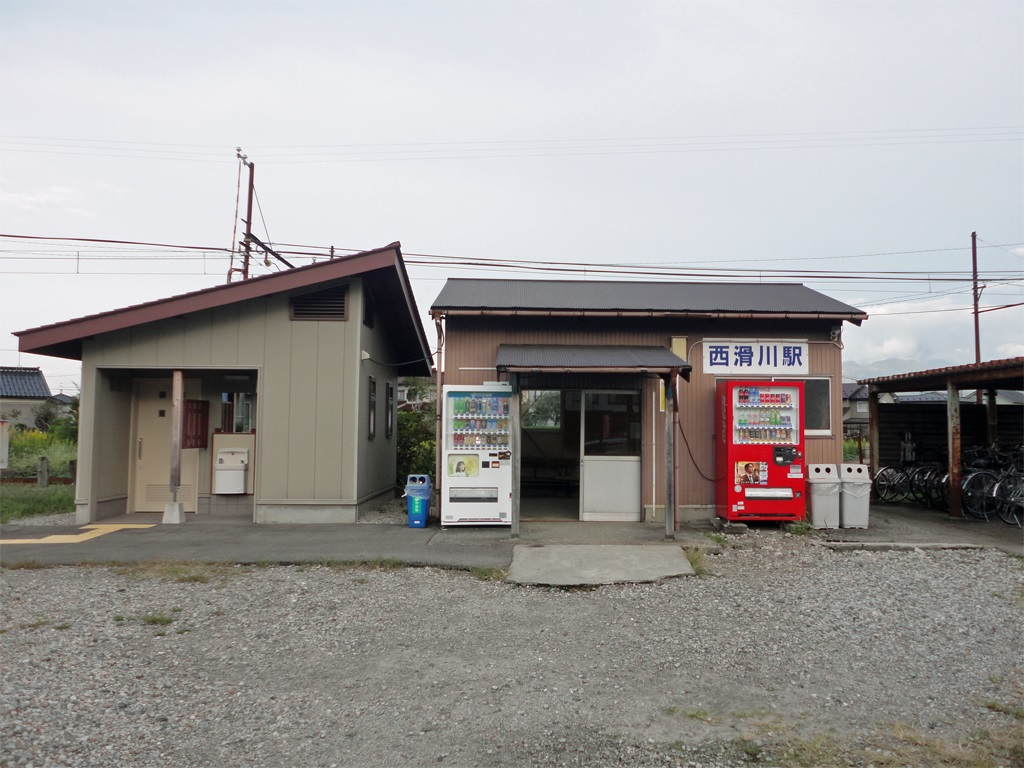
西滑川車站
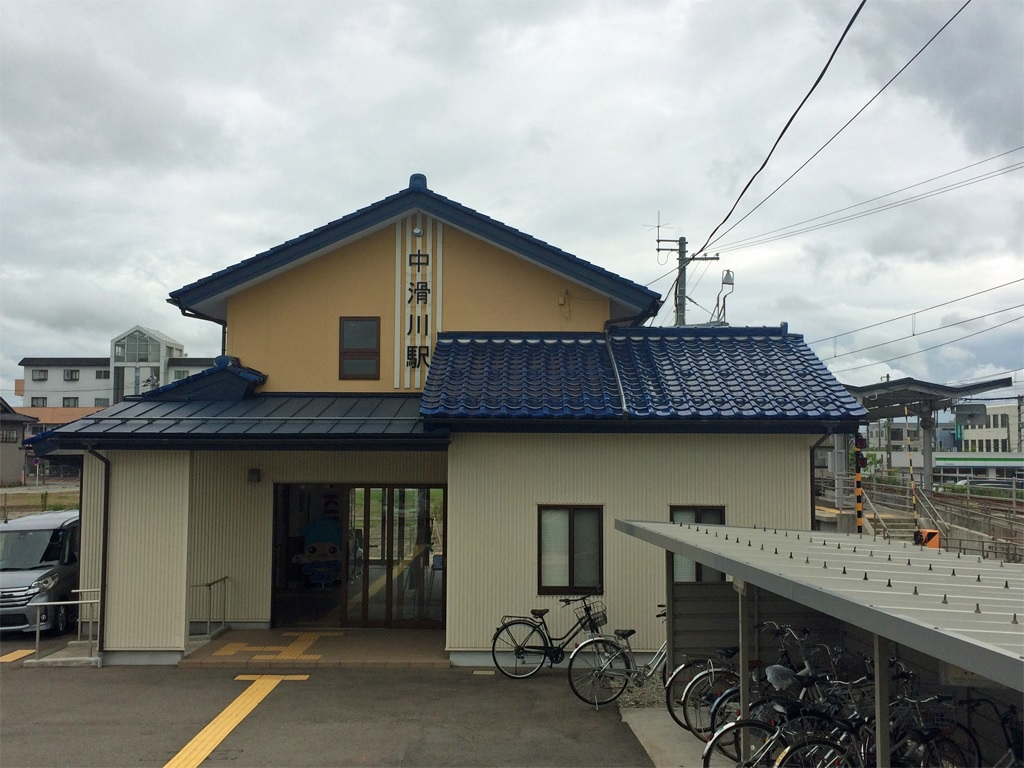
中滑川車站
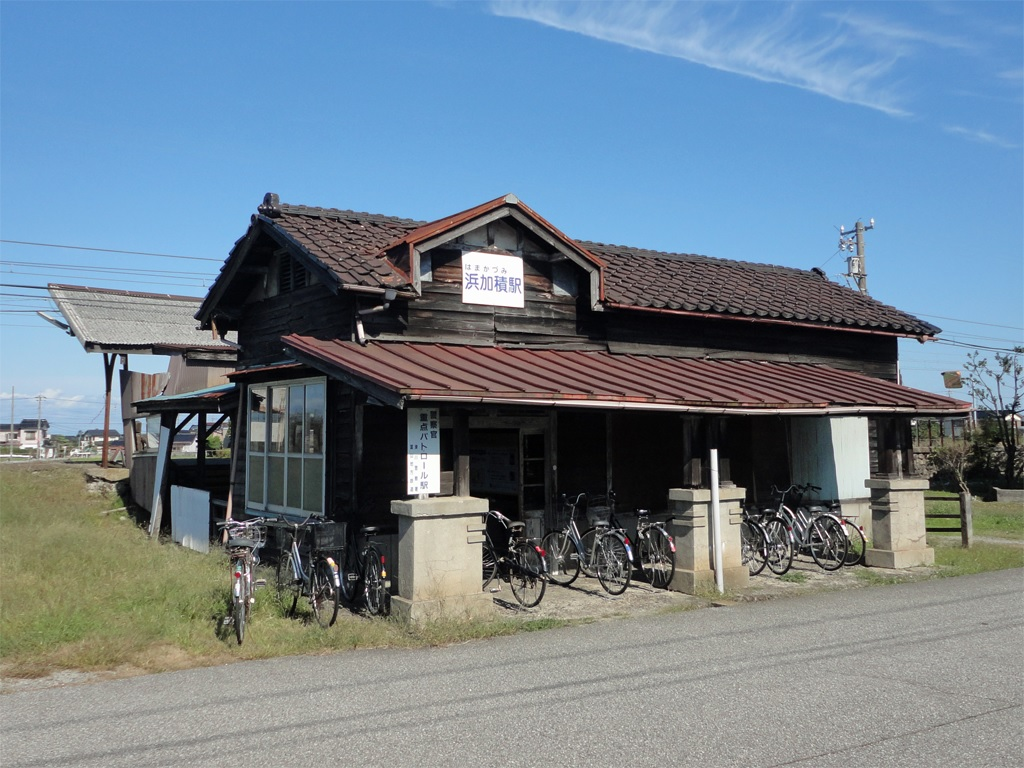
濱加積車站
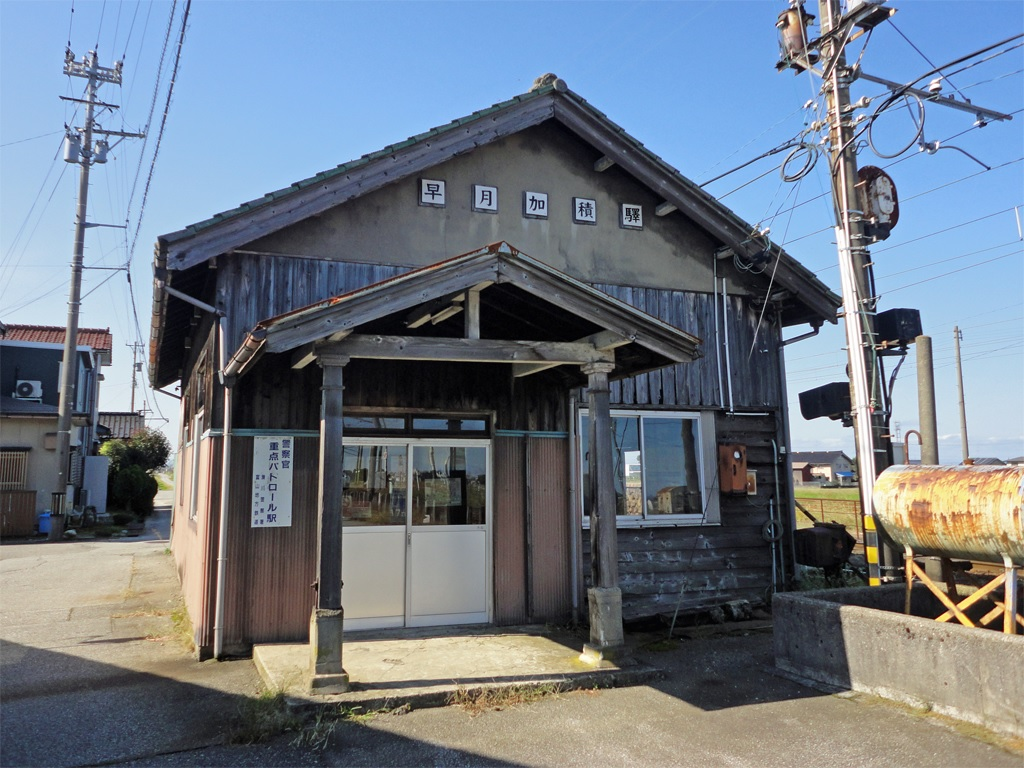
早月加積車站

### 公路
高速公路
- 北陸自動車道：（上市町） - 滑川交流道（日语：滑川インターチェンジ） - （魚津市）

## 觀光資源
螢火魷為富山灣內的特產，因此在滑川漁港旁設有以螢火魷為主題的螢火魷博物館，在每年三月到五月期間也利用漁港開設螢火魷海上觀光行程，可搭乘觀光船到海上觀看漁師捕捉螢火魷的過程；每年四月在此也會舉辦會舉辦「螢火魷祭」。

## 姊妹、友好城市

### 日本
- 小諸市（長野縣）
兩地於1974年締結為姊妹城市。[13]
- 豐頃町（北海道）
兩地於1974年締結為姊妹城市。[13]
- 那須鹽原市（栃木縣）
1886年自滑川市出身的移民前往那須野原（日语：那須野が原）參與開墾，西那須野町（日语：西那須野町）因而與滑川市長期保持交流，並在1996年締結為姊妹城市，2005年西那須野町合併為那須鹽原市後，兩地於2006年繼續締結為姊妹城市。[13]

### 海外
- 绍姆堡（美國伊利诺伊州庫克郡）
由於在滑川市內設有工廠的速技能机械（日语：スギノマシン）在伊利諾州也設有工廠，因而促成本地與绍姆堡之間的交流，兩地因而在1997年締結為姊妹城市。[13]

## 外部連結
- （日語） キラリン＆ピッカ的Facebook專頁
- （日語） YouTube上的滑川ちゃんねる頻道
- （日語） 滑川市觀光協會 （页面存档备份，存于）
- （日語） 滑川市觀光協會的Facebook專頁